# 犬と私の10の約束
『犬と私の10の約束』（いぬとわたしのじゅうのやくそく）は、『犬の十戒』をモチーフとした本木克英監督による日本映画である。

## あらすじ
「はじめに神は人間を作り給うた　そして人間がかくも弱いのを見て　神は人間に犬を与え給うた」——動物学者　アルフォンス・トゥスネル（Alphonse T
oussenel）が冒頭に紹介される。
物語は、北海道の函館で暮らすあかり（福田麻由子）が中学生の時から始まる。
あかりは、大学病院に勤務し仕事で多忙な父・祐市（豊川悦司）と母・芙美子（高島礼子）のおおらかな愛情に包まれた日々を送っていた。そんなある日、帰宅したあかりが自宅の庭にいる小犬を見つけて喜ぶが、父からいつも元気だった母が倒れ、勤務する病院に運び込まれたと電話がある。庭にいる子犬は一旦立ち去るが、悲しみにくれるあかりの前に再びやってくる。あかりは、前足の片方だけが靴下を履いたように白いゴールデン・レトリバーを「ソックス」と名付ける。
自らの生命予後不良を覚悟していた母はあかりに、犬を飼う時には犬と「10の約束」をしなければならないと言い残す。
- 私の話をがまん強く聞いてくださいね
- 私を信じて　私はいつもあなたの味方です
- 私とたくさん遊んで
- 私にも心があることを忘れないで
- ケンカはやめようね　本気になったら私が勝っちゃうよ
- 言うことを聞かないときは理由があります
- あなたには学校もあるし友達もいるよね　でも私にはあなたしかいません
- 私が年をとっても仲良くしてください
- 私は十年くらいしか生きられません　だから一緒にいる時間を大切にしようね
- あなたとすごした時間を忘れません　私が死ぬ時　おねがいします　そばにいてね

そんな母が亡くなり、あかりの悲しみを癒してくれたのはソックスだった。
その後、あかりは父の栄転で函館を離れることになるが、大学病院の寮はペット禁止であり、仕方なく仲良しの進（佐藤祥太）にソックスを託す。しばらくして進からクラシックギターの勉強のために留学することが決まり、明日パリに立つという連絡が入る。あかりは進を見送るために父とともにバイクで空港へ向うが、その途上、父に入院患者の容体が急変したと連絡が入る。父は、タクシーを呼び、あかりを空港へ向かわせ、自分は病院に向かう。手術は無事に終了したが、「簡単なオペのせいで、家族を傷つけました。」と言って病院に辞表を提出する。一方、空港に着いたあかりは、間に合わなかったことを知り落ち込むが、進が空港の壁に貼ったメモを見つけ、待っていてくれたことを知る。このとき、進の自宅に残されたソックスはあかりが暮らしていた家に向かって歩き始めていた。そして、ソックスを保護した市電の運営会社から連絡が入り、ソックスに会えると聞いたあかりは喜ぶ。病院を辞めた父は、昔住んでいた函館の家を買い戻して病院を開業し、再びソックスとの生活が始まる。
それから7年後、獣医学部に進学したあかり（田中麗奈）は、ギタリストとしてパリから帰国した進と再会し、恋に落ちる。やがて大学を卒業したあかりは子供のころからあこがれていた獣医師として旭山動物園に就職。函館を離れ、旭川で一人暮らしを始める。仕事に打ち込むあかりは、いつの間にかソックスのことを忘れがちになっていた。
そんなある日、あかりは、交通事故に遭った進（加瀬亮）のリハビリが進まず、ギターを弾けなくなってしまったことを知る。進がショックで自分の部屋に閉じこもってしまったことを知ったあかりは、進の家にソックスを預ける。
進とあかりが出会ってから10年。あかりにソックス危篤の電話がかかる。動物がいるからと躊躇するのに、上司の中野が行ってこいという。ソックスの小屋からいろいろなものが出てくる。

## キャスト
- 斉藤あかり：田中麗奈（少女時代：福田麻由子）
- 星進：加瀬亮（少年時代：佐藤祥太）
- 井上ゆうこ：池脇千鶴
- 星久美子：相築あきこ
- 星真一：布施明
- 中野：ピエール瀧
- 岡田友里：大沢あかね
- 高橋朋：海老瀬はな
- ミチ：海辺の女子高生：藤井美菜
- 坂本外科部長：矢島健一
- コンビニおじさん：岸部一徳
- 皆川医師：笹野高史
- 斉藤芙美子：高島礼子
- 斉藤祐市：豊川悦司
- 映画内のアナウンサー役：大江麻理子（テレビ東京）

## スタッフ
- 監督：本木克英
- 原作・脚本：澤本嘉光・川口晴
- 音楽：チョ・ソンウ
- 主題歌：BoA『be with you.』
- 撮影：藤澤順一
- 照明：豊見山明長
- 美術：西村貴志
- 録音：鴇田満男、鈴木肇
- 編集：川瀬功
- 調音：岸田和美
- ドッグトレーナー：宮忠臣
- 助監督：伊藤匡史
- 音響効果：帆苅幸雄
- 特殊造形プランナー：江川悦子
- デジタルエフェクト：日本エフェクトセンター
- スタジオ：日活撮影所
- 録音スタジオ：松竹サウンドスタジオ
- 現像：IMAGICA
- ロケ協力：はこだてフィルムコミッション、旭川コンベンションビューロ、函館市交通局、金森赤レンガ倉庫、北海道旅客鉄道　ほか
- 特別協力：旭川市、旭川市旭山動物園
- 協賛：アート引越センター
- 特別協賛：ヤマハ発動機
- 協力：ローソン、ソフトバンクモバイル
- 企画：福島大輔
- プロデュース：吉田繁暁
- アソシエイトプロデューサー：中村隆彦
- 製作：犬と私の10の約束フィルムパートナーズ（松竹、テレビ東京、電通、テンカラット、電通、三井物産、毎日新聞社、テレビ大阪、テレビ愛知、Yahoo! JAPAN、TVQ九州放送、テレビせとうち、テレビ北海道、衛星劇場）